# Astragalus sesamoides
Astragalus sesamoides är en ärtväxtart som beskrevs av Pierre Edmond Boissier. Astragalus sesamoides ingår i släktet vedlar, och familjen ärtväxter. Inga underarter finns listade i Catalogue of Life.